# Pastra
Pastra  (bułg. Пастра) – wieś w Bułgarii, w obwodzie Kiustendił, w gminie Riła. Według danych szacunkowych Ujednoliconego Systemu Ewidencji Ludności oraz Usług Administracyjnych dla Ludności, 15 czerwca 2020 roku miejscowość liczyła 169 mieszkańców.

## Opis
Na końcu wsi znajduje się kaskada o nazwie „Diabelskie Wody” (Дяволски води) – tworzą kilka progów o wysokości od 5 do 15 m wysokości, a ich wody wpadają do rzeki Rilska. Bezpośrednio naprzeciw zbocza z wodospadami zbudowano karczmę o nazwie Chan Djawołski wodi. We wsi znajduje się szpital dla psychicznie chorych, wybudowany w 1920 roku, którego warunki zostały określone jako „obrzydliwe i skrajnie nie do przyjęcia” w dwóch kolejnych raportach z misji Trybunału Praw Człowieka w Strasburgu z 2003 i 2004 roku. W 2012 roku postanowiono, że 33 mieszkańców domu dla psychicznie chorych zostanie przeniesionych do nowego takiego budynku w Rile. W tymże roku zakład zamknięto.